# When I Paint My Masterpiece
Pistes de Bob Dylan's Greatest Hits Vol. 2
Tomorrow Is a Long Time I Shall Be Released
When I Paint My Masterpiece est une chanson de Bob Dylan, écrite pour The Band, et parue le 15 septembre 1971 sur l'Album Cahoots. Elle sort aussi le 17 novembre 1971 de la même année sur la compilation Bob Dylan's Greatest Hits Vol. 2.

## Reprises
Une version est enregistrée au 1eres heures du 1er janvier 1972, lors d'un concert pour la nouvelle année donné par The Band, avec Bob Dylan.
À partir de la fin des années 1980, le Grateful Dead, le Jerry García Band et Bob Weir ont fréquemment repris When I Paint My Masterpiece en concert. Joué sur scène pendant les premières parties des légendaires concerts du Grateful Dead, ce morceau est disponible sur divers enregistrements de concerts à partir de 1987. Une version acoustique du morceau est exécutée sur scène par Bob Weir le 6 septembre 1989.